# Malá Smrekovica
Malá Smrekovica (1485 m) – szczyt w grupie górskiej Wielkiej Fatry w Karpatach Zachodnich na Słowacji w tzw. Hôľnej Fatrze. Znajduje się w głównym grzbiecie północno-wschodniej części tego pasma, między bezimiennymi szczytami 1443 m (na północy) i 1368 m (drugi wierzchołek Malej Smrekovicy po południowej stronie). Na wschodnią stronę (a dokładniej w kierunku ESE) na Revúcke podolie opada z Malej Smrekowicy grzbiet oddzielający dwie doliny będące odnogami Revúckiego podolia: Nižné Matejkovo i Vyšné Matejkovo. W kierunku północno-zachodnim do Ľubochniańskiej doliny (Ľubochnianska dolina) opada podobnej długości grzbiet ze szczytem Rumbáre.
Południowo-wschodni grzbiet Malej Smrekovicy znajduje się poza obszarem Parku Narodowego Wielka Fatra, jedynie na niewielkiej jego części utworzono rezerwat Matejkovský kamenný prúd. Grzbiet północno-zachodni należy do obszaru tego parku, ponadto porośnięte lasem partie szczytowe tego grzbietu są objęte dodatkową ochroną. Utworzono na nich obszar chroniony Jánošíkova kolkáreň.
Szczyt i obydwa grzbiety Malej Smrekovicy porasta las. Dawniej znajdowały się na nim spore hale, obecnie jednak zarastające lasem. Duży bezleśny obszar znajduje się na przełęczy między głównym szczytem Malej Smrekowicy i jej drugim, południowym wierzchołkiem 1368 m. Zbudowano tutaj wojskowy ośrodek rekreacyjny z hotelem „Granit” i kilkoma innymi budynkami. W ośrodku tym jest bezpłatny parking, staw z fontanną, plac zabaw dla dzieci, boisko do siatkówki. Z osady Podsuchá doliną Vyšné Matejkovo dochodzi do ośrodka asfaltowa droga. Na bezleśnym grzbiecie łączącym Malą Smrekovicę ze szczytem Skalná Alpa znajduje się drugi, należący do tego ośrodka hotel „Smrekovica”.

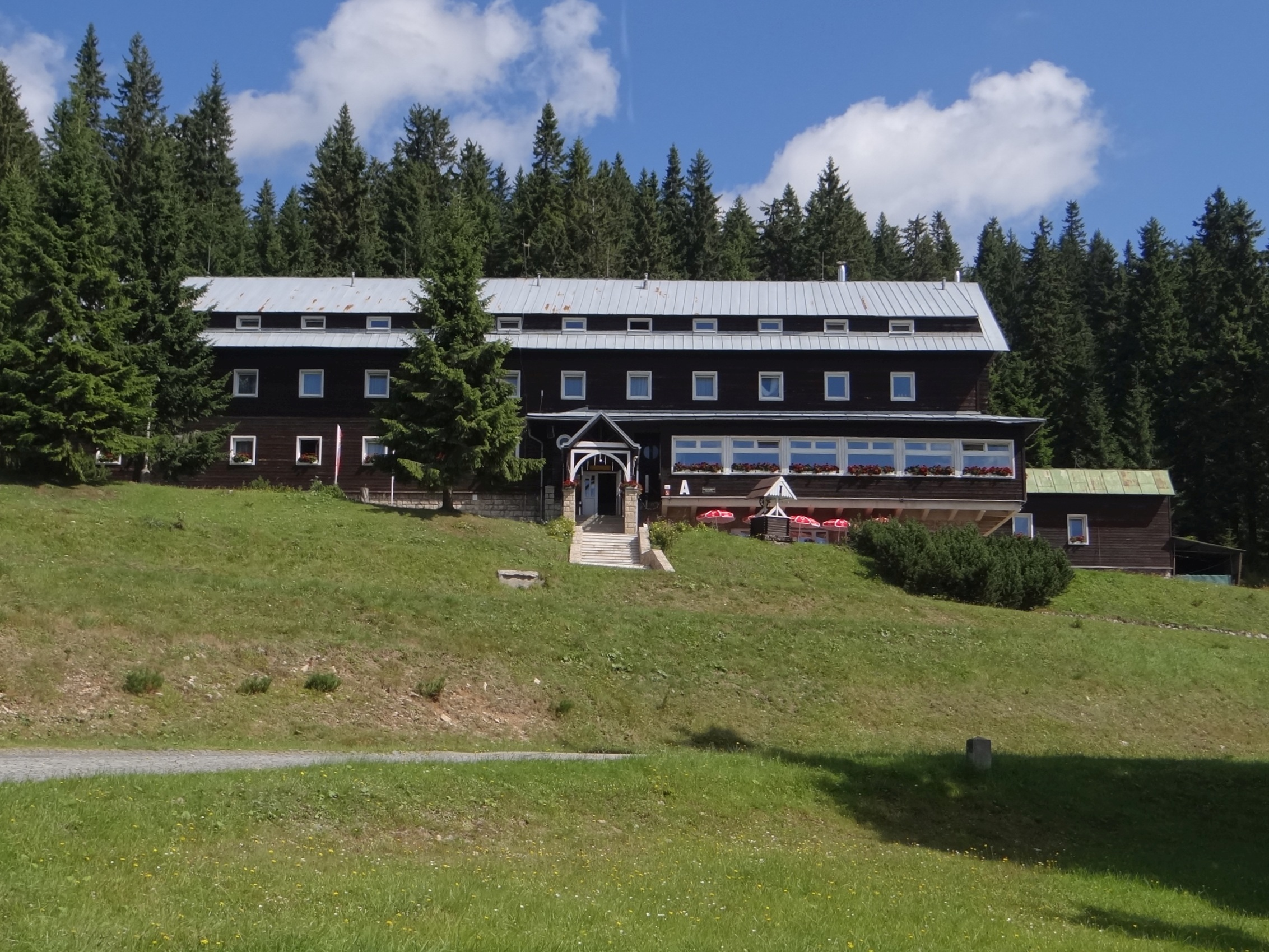
Hotel Granit
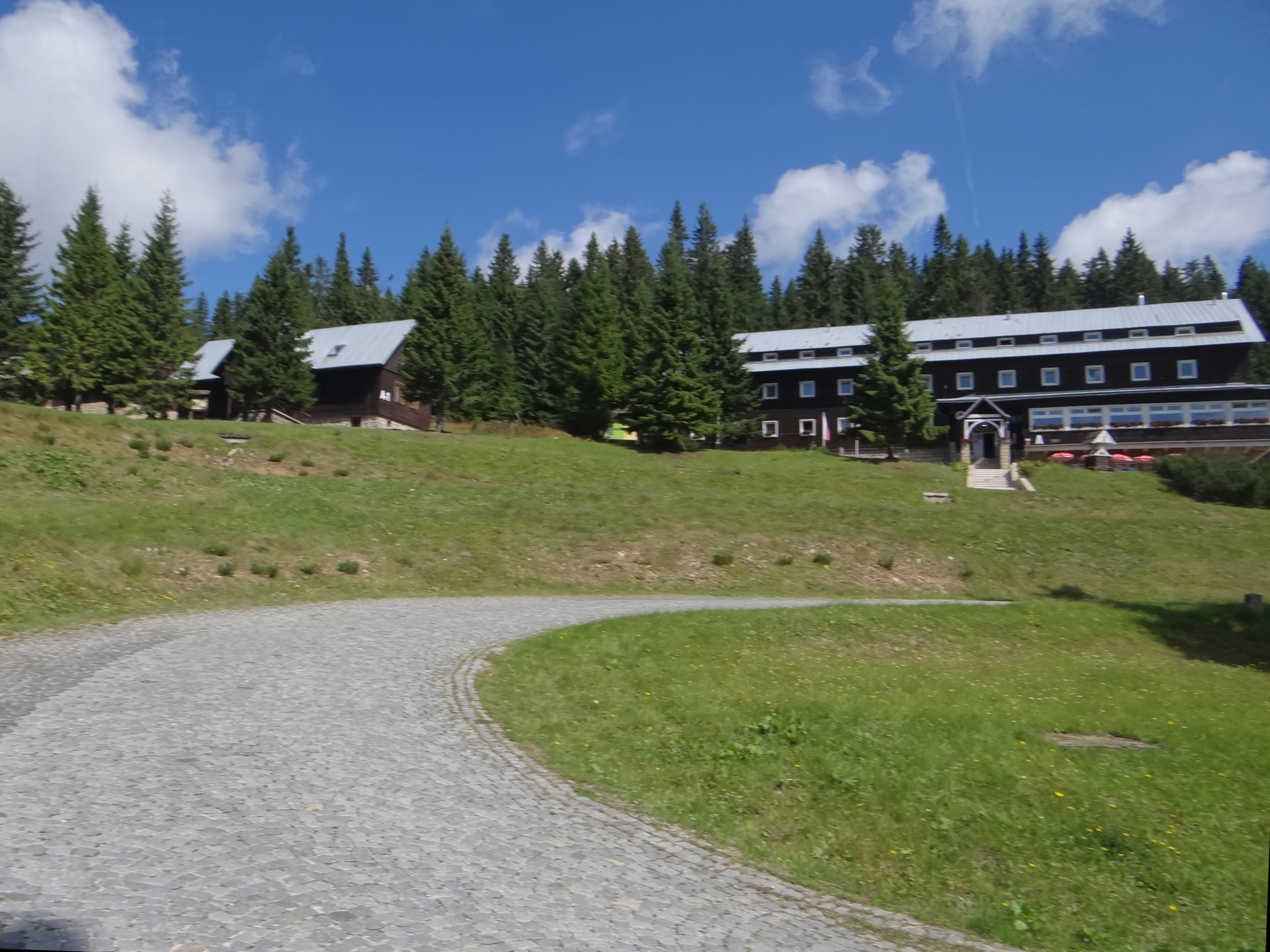
Ośrodek rekreacyjny pod Malą Smrekovicą
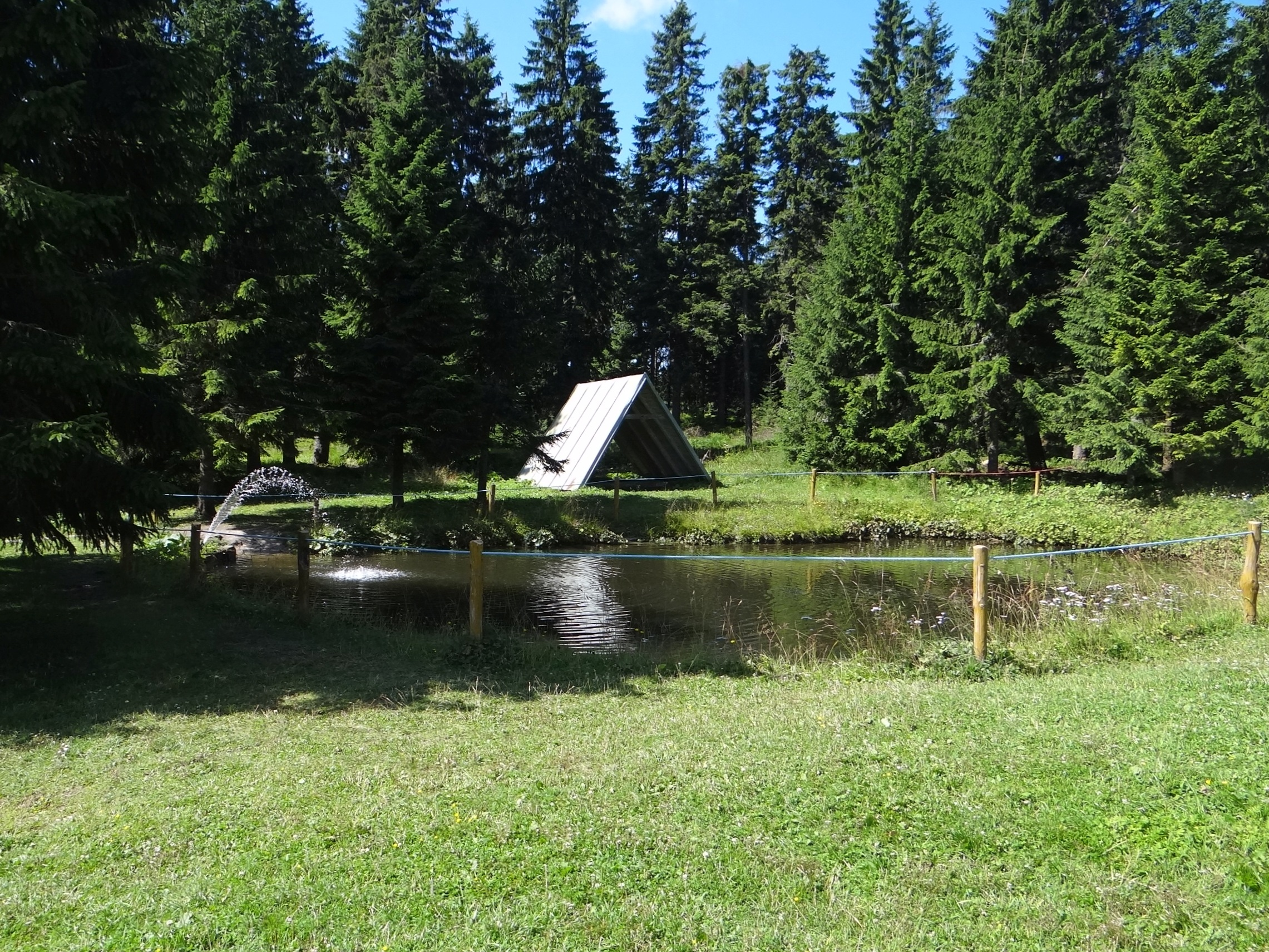
Ośrodek rekreacyjny pod Malą Smrekovicą
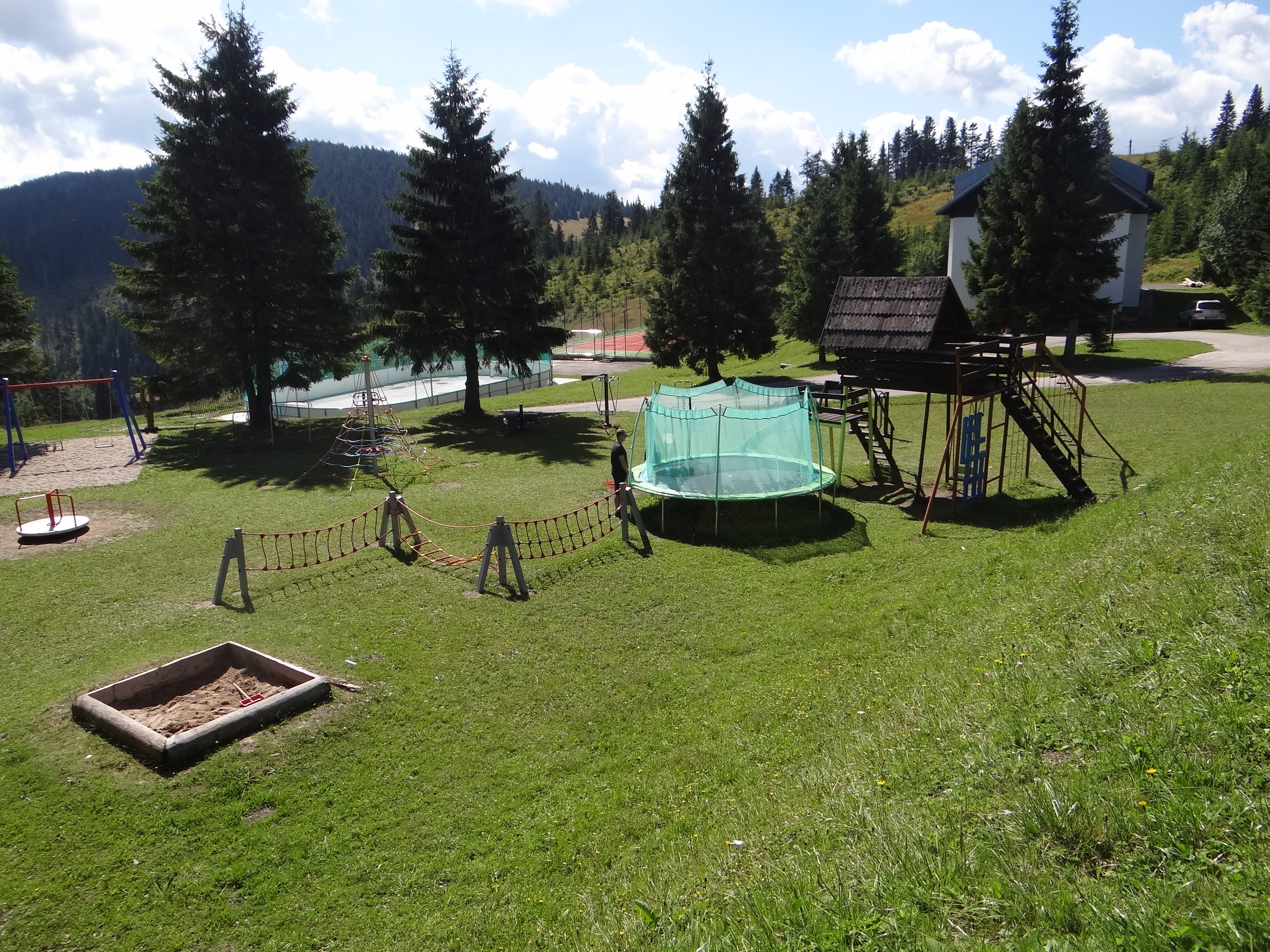
Ośrodek rekreacyjny pod Malą Smrekovicą
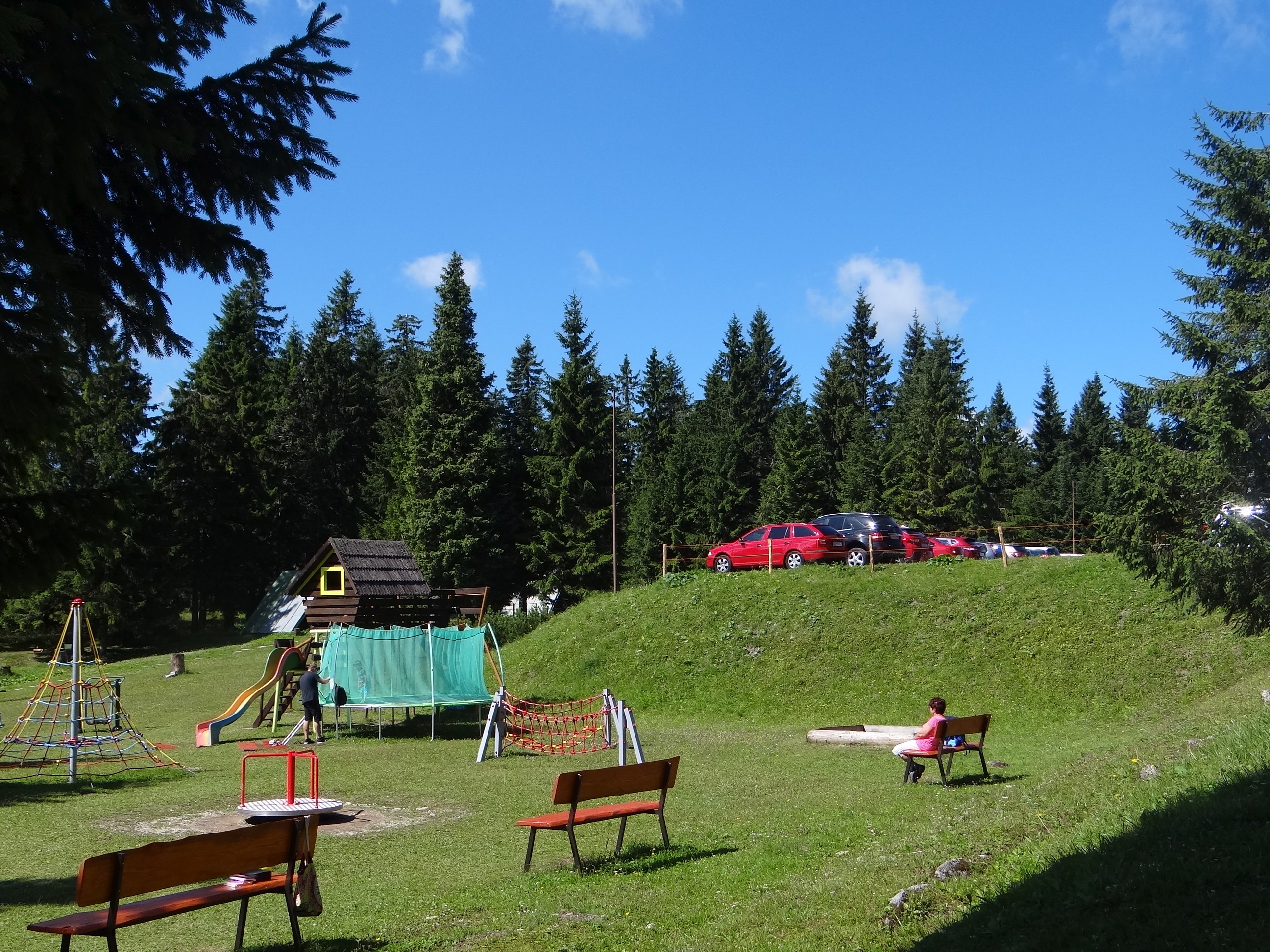
Ośrodek rekreacyjny pod Malą Smrekovicą
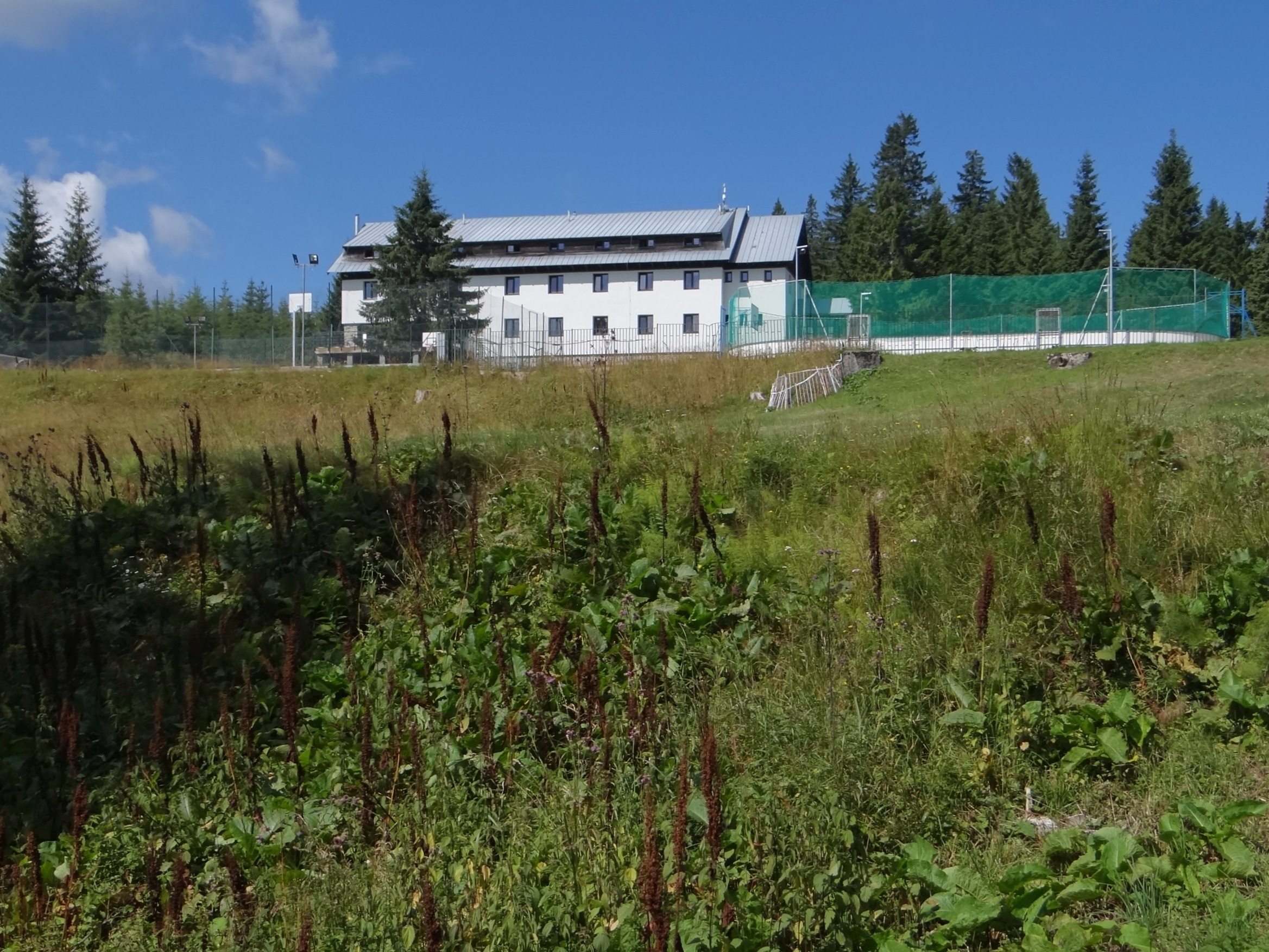
Ośrodek rekreacyjny pod Malą Smrekovicą
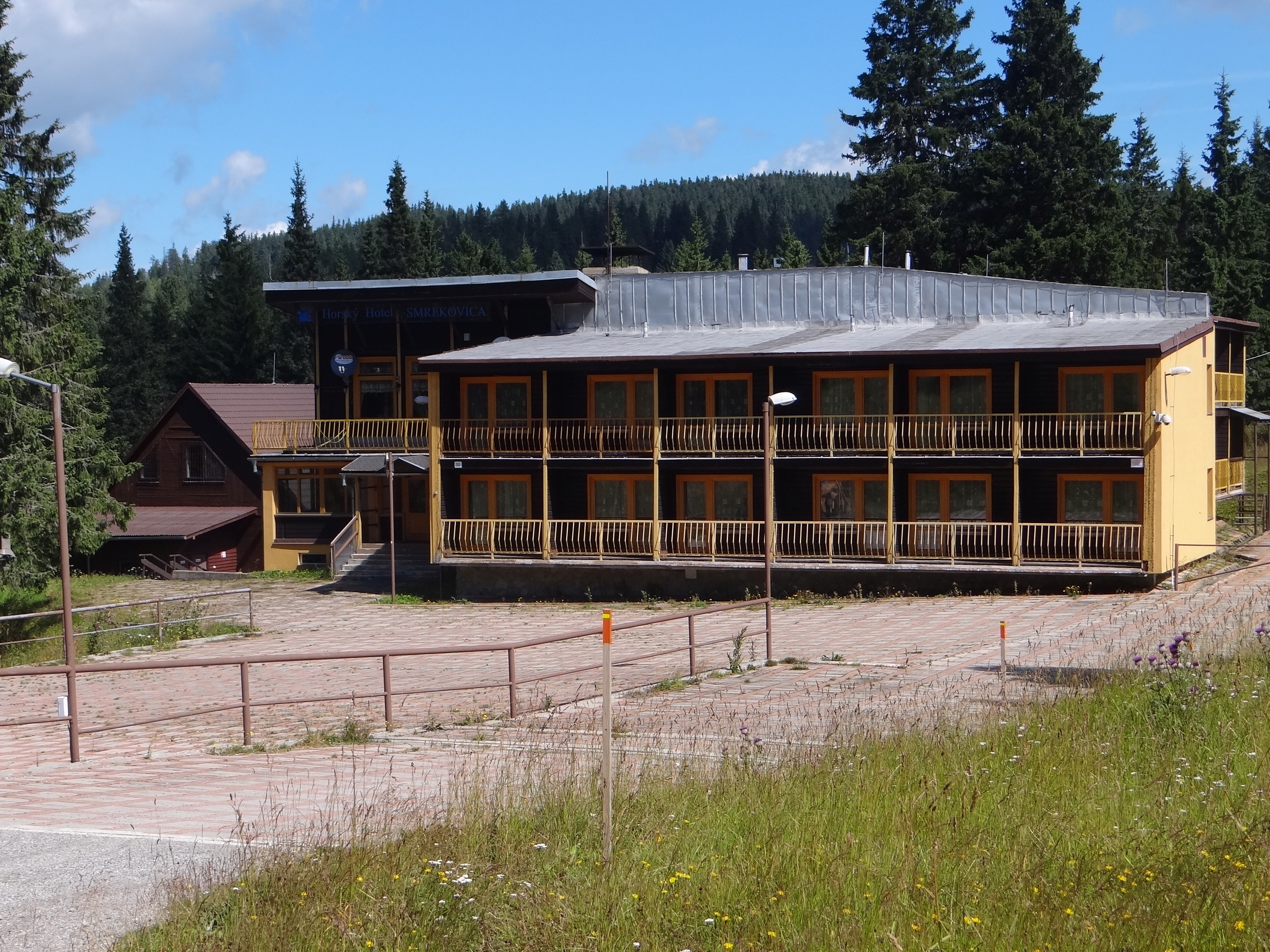
Hotel Smrekovica
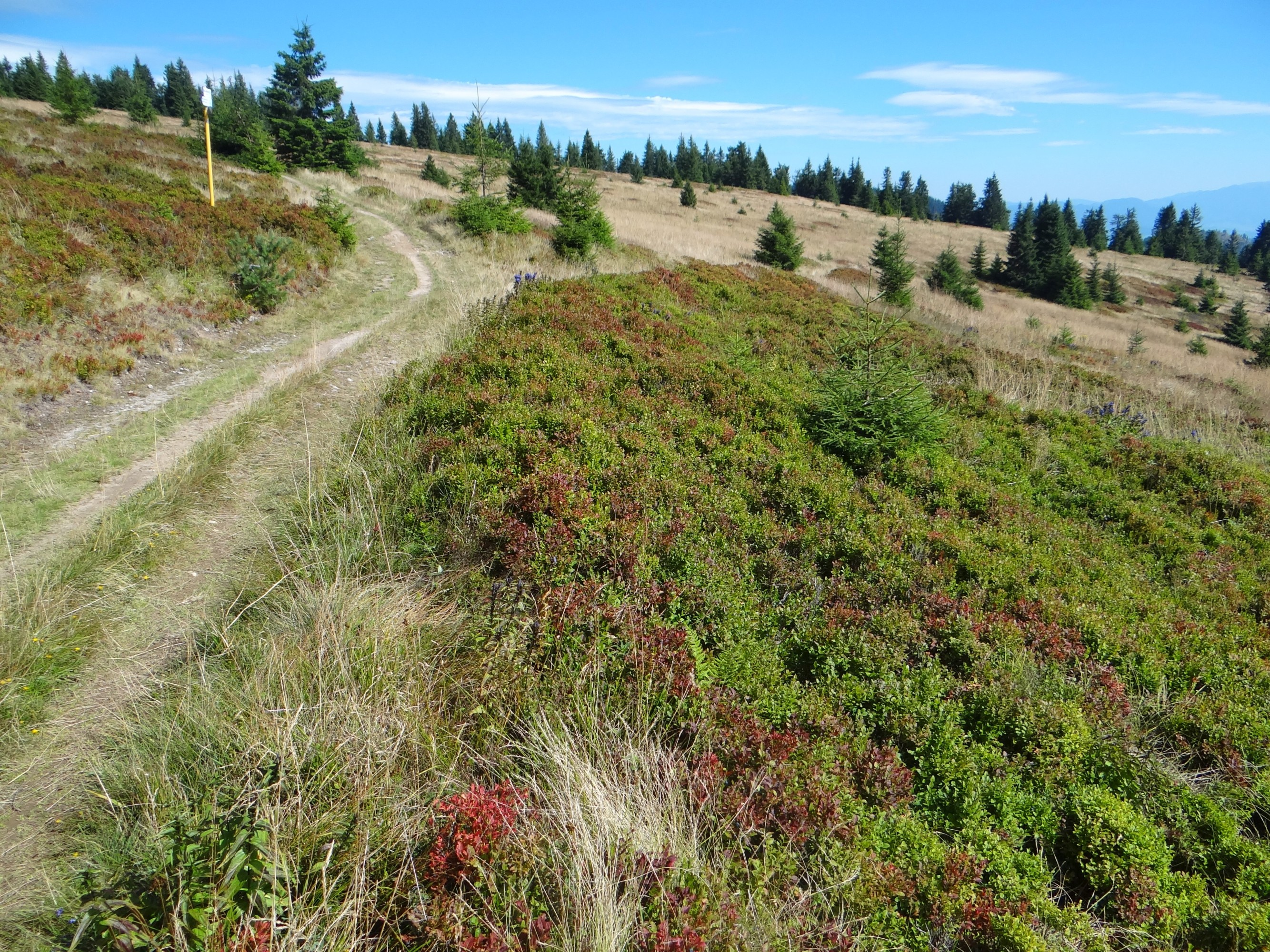
Hala Malá Smrekovica

## Turystyka
Przez Malą Smrekovicę grzbietem Wielkiej Fatry prowadzi niebieski szlak turystyki pieszej i rowerowej. Z osady Podsuchá asfaltową drogą doliną Vyšné Matejkovo prowadzi zielony szlak turystyki pieszej i rowerowej. Krzyżują się z sobą przy hotelu „Smrekovica”. Z przełęczy między obydwoma wierzchołkami Malej Smrekovicy do Ľubochniańskiej doliny odchodzi jeszcze jeden, łącznikowy (żółty) szlak.
  Rużomberk – Krkavá skala – Pod Sidorovom – Pod Vtáčnikom – Vtáčnik – Vyšné Šiprúnske sedlo – Nižné Šiprúnske sedlo – Malá Smrekovica – Močidlo, hotel Smrekovica – Skalná Alpa – Tanečnica – Severné Rakytovské sedlo – Rakytov – Južné Rakytovské sedlo – Minčol – Sedlo pod Čiernym kameňom – Sedlo Ploskej – Chata pod Borišovom.
- odcinek Rużomberk – Krkavá skala – Močidlo, hotel „Smrekovica”: odległość 18,3 km, suma podejść 1265 m, suma zejść 435 m, czas przejścia 6 h
- odcinek Močidlo, hotel „Smrekovica – Chata pod Borišovom: odległość 13,3 km, suma podejść 742 m, suma zejść 817 m, czas przejścia 4,40 h

  Podsuchá – Vyšné Matejkovo – Močidlo, hotel Smrekovica. Odległość 8 km, suma podejść 775 m, czas przejścia: 2.45 h, ↓ 2 h.
  Malá Smrekovica – Blatná dolina – Blatná, horareň. Odległość 6,3 km, suma podejść 55 m, suma zejść 730 m, czas przejścia: 1.45 h, ↑ 2,25 h.